# Јаренински Врх
Јаренински Врх (словен. Jareninski Vrh) је насељено место у општини Песница, Подравска регија, Словенија.

## Историја
До територијалне реорганизације у Словенији био је у саставу старе општине Песница.

## Становништво
У попису становништва из 2011. Јаренински Врх је имао 210 становника.
| Број становника према пописима | Број становника према пописима | Број становника према пописима |
| ------------------------------ | ------------------------------ | ------------------------------ |
| 1991                           | 2002                           | 2011                           |
| 188                            | 210                            | 210                            |

Напомена: Године 2017. извршена је мања размена територије између насеља Јаренински Врх и Вуковски Врх.